# حوزه‌های انتخاباتی لسوتو
پادشاهی لسوتو به ۱۰ ناحیه تقسیم شده‌است که هر یک از آن‌ها به نوبهٔ خود به ۸۰ حوزهٔ انتخاباتی تقسیم می‌شوند.

## حوزه‌های انتخاباتی بر پایه ناحیه

### ناحیه برئا
| - بلا-بلا - خافونگ - خوبتسوانا - مابوته - ماخوروآنا-لوبه | - مالیمونگ - موختئواننگ - موسالمانه - تیا-تیاننگ - تواته | - چوانا-ماخولو |

### ناحیه بوتا-بوته
| - بوتا-بوته - هولولو - مچچانه - موتته - قالو |

### ناحیه لریبه
| - هلاسته - کلونیاما - لریبه - ماهوبونگ - مالیبا-متشو | - ماپوتسوئه - متلاکن - موسلینیانه - مفوسونگ - پکا | - پلا-چوئو - تِبا-فَتشوا - تسیکوانه |

### ناحیه مافتنگ
| - تِبا-پچلا - فوخوانه - ماتلیله - مالیپتسانه - تابانا-مورنا | - قالابانه - مافتنگ |

### ناحیه ماسرو
| - ابیا - کورو-کورو - لیکوتسی - لیتھاباننگ - لیتھوتنگ | - ماماً - ماچچه - ماجوئه-ا-لتشؤنه - ماخالنگ - مالتسونیان | - ماسرو - ماتالا - متسیئنگ - موتیمپوسو - قمه | - قوالینگ - روته - منطقه ورزشگاه - تِبا-بوسیو - تِبا-پوتسوا | - تتسانه - تسولو |

### ناحیه موهالس هوک
| - هلوهلوئنگ - مکالینگ - موهالس هوک - مفاران - فامونگ | - تاوونگ |

### ناحیه موکات لانک
| - بوباتسی - مالینگوآنانگ - موکات‌لانگ - سنکو |

### ناحیه نک قچا
| - لباکنگ - نک قچا - تسویلکه |

### ناحیه قوتینگ
| - قوتینگ - سمپه - کوه موروسی - قوالی |

### ناحیه تهبا-تسکا
- مانتشونیانه
- ماشای
- سمنا
- تبا-موآ
- تهبا-تسکا